# Sándor Pintér (polityk)
Sándor Pintér (ur. 3 lipca 1948 w Budapeszcie) – węgierski policjant i prawnik, w latach 1998–2002 i od 2010 minister spraw wewnętrznych, od 2018 do 2022 również wicepremier.

## Życiorys
Ukończył w 1978 akademię policyjną w Budapeszcie, a w 1986 studia prawnicze na Uniwersytecie im. Loránda Eötvösa. Od 1972 związany ze stołeczną policją, stopniowo awansując w jej strukturach. W latach 1988–1990 był szefem wydziału śledczego policji w komitacie Pest. W 1991 nominowany najpierw na komisarza policji w Budapeszcie, następnie na krajowego komisarza policji, stanowisko to zajmował do 1996, odchodząc następnie z czynnej służby.
W 1998 Viktor Orbán powołał go na urząd ministra spraw wewnętrznych w swoim nowo utworzonym gabinecie, funkcję tę Sándor Pintér pełnił do 2002. W latach 2003–2010 prowadził własną działalność gospodarczą w branży bezpieczeństwa i ochrony. W 2010 powrócił do administracji rządowej, ponownie stając na czele MSW w drugim rządzie Viktora Orbána. Pozostał na tym urzędzie również w trzecim gabinecie dotychczasowego premiera, który utworzono w 2014. W 2018 w czwartym rządzie lidera Fideszu ponownie został ministrem spraw wewnętrznych i dodatkowo wicepremierem. Funkcję ministra spraw wewnętrznych utrzymał także w powołanym w maju 2022 piątym rządzie Viktora Orbána.